# Adeste fideles

Primera partitura d'Adeste Fideles

Adeste fideles és una nadala la lletra de la qual convida els fidels a anar a Betlem per adorar el Salvador acabat de néixer. S'ha atribuït a diversos actors, entre els quals John Francis Wade (1711–1786), John Reading (1645–1692), el rei Joan IV de Portugal (1604–1656) monjos cistercencs anònims. La versió impresa més antiga es troba en un llibre publicat per Wade. Un manuscrit de Wade, datat del 1751, es conserva a l'Stonyhurst College de Lancashire. Els quatre versos originals de l'himne s'ampliaren a un total de vuit, els quals han estat traduïts a molts idiomes, entre els quals el català.

## Lletra
| Adeste fideles (Llatí) Adeste fideles laeti triumphantes Venite, venite in Bethlehem Natum videte, Regem angelorum Venite adoremus, venite adoremus Venite adoremus Dominum. Cantet nunc hymnos Chorus angelorum, Cantet nunc aula caelestium Gloria, gloria in excelsis Deo Venite adoremus, venite adoremus Venite adoremus Dominum. Aeterni Parentis splendorem aeternum, Velatum sub carne videbimus: Deum Infantem, pannis involutum Venite adoremus, venite adoremus Venite adoremus Dominum. Ergo qui natus die hodierna Jesu, tibi sit gloria Patris aeterni Verbum caro factum Venite adoremus, venite adoremus Venite adoremus Dominum. Deum de Deo, Lumen de Lumine, Gestant puellae viscera, Deum verum, Genitum non factum. Venite adoremus, venite adoremus Venite adoremus Dominum. En grege relicto, humiles ad cunas, Vocati pastores adproperant: Et nos ovanti gradu festinemus. Venite adoremus, venite adoremus Venite adoremus Dominum. Stella duce magi, Christum adorantes, Aurum, tus, et myrrham dant munera. Iesu infanti Corda praebeamus; Venite adoremus, venite adoremus Venite adoremus Dominum. Pro nobis egenum, et foeno cubantem, Piis foveamus amplexibus: Sic nos amantem quis non redamaret? Venite adoremus, venite adoremus Venite adoremus Dominum. | Veniu fidels (Català) Fidels atanseu-vos, triomfants i alegres; veniu-hi, veniu-hi, anem a Betlem: allà podreu veure nat el Rei dels àngels. Veniu i adorem-lo, veniu i adorem-lo, veniu i adorem tots el Crist Salvador. Canti ara el Cor dels àngels, canti ara la cort celestial, Glòria, glòria a les altures a Déu, Veniu, adorem, veniu, adorem Veniu, adorem el Senyor. Del Pare celeste, l'esplendor eterna, velada de blanca carn, tots mirarem: És Déu, infant tendre i en bolquers que el faixen. Veniu i adorem-lo, veniu i adorem-lo, veniu i adorem tots el Crist Salvador. Heu-lo aquí nascut, en aquest dia Jesús, amb tu sia la glòria Del Pare Etern, Verb fet carn Veniu, adorem, veniu, adorem Veniu, adorem el Senyor. Déu de Déu, llum de llum El gesten entranyes de nena, Déu veritable, engendrat, no pas creat. veniu, adorem, veniu, adorem, veniu, adorem el Senyor. Deixant les ramades, els pastors anaren, humils al pessebre, cridats des del Cel. I ara nosaltres a bon pas anem-hi. Veniu i adorem-lo, veniu i adorem-lo, veniu i adorem tots el Crist Salvador. L'estrella condueix els mags, adoren a Crist Or, encens i mirra, regals que li donen. Al nen Jesús el cor li mostren veniu, adorem, veniu, adorem, veniu, adorem el Senyor. Pels homes fet pobre, sobre el fenc reposa; besem-lo I domem-li l'amor de tot cor: si Ell així ens ama, qui no l'amaria? Veniu i adorem-lo, veniu i adorem-lo, veniu i adorem tots el Crist Salvador. |